# Валя-Маре (Шанц, Бістріца-Несеуд)
Валя-Маре (рум. Valea Mare) — село у повіті Бистриця-Несеуд в Румунії. Входить до складу комуни Шанц.
Село розташоване на відстані 348 км на північ від Бухареста, 50 км на північний схід від Бистриці, 127 км на північний схід від Клуж-Напоки.

## Населення
За даними перепису населення 2002 року у селі проживали 342 особи, з них 338 осіб (98,8%) румунів. Усі жителі села рідною мовою назвали румунську.